# Раменье (Ярославский район)
Раменье — село в Ярославском районе Ярославской области России. В рамках организации местного самоуправления входит в Кузнечихинское сельское поселение; в рамках административно-территориального устройства включается в Глебовский сельский округ.

## География
Расположено в 15 километрах к северу от центра поселения деревни Кузнечиха и в 22 километрах к северу от центра Ярославля.

## История
Каменная церковь Казанской Божией Матери и Св. Пророка Илии построена в 1804 году прихожанами. В летней — один престол во имя Казанской Божьей Матери и Св. Пророка Илии. В зимней два престола: на правой стороне во имя Николая Чудотворца и Сорока Мучеников, а на левой — во имя Димитрия Солунского. В 1856 году после пожара церковь была возобновлена рыбинским купцом Эльтековым. 
В конце XIX — начале XX века село входило в состав Давыдковской волости Романово-Борисоглебского уезда Ярославской губернии.
С 1929 года село входило в состав Давыдовского сельсовета Ярославского района, в 1946—1957 годах — в составе Толбухинского района, в 1980-е годы — в составе Глебовского сельсовета, с 2005 года — в составе Кузнечихинского сельского поселения.

## Население
| 1859 | 1914 | 2002 | 2007 | 2010 |
| ---- | ---- | ---- | ---- | ---- |
| 395  | ↘387 | ↘17  | ↗21  | ↘10  |

## Достопримечательности
В селе расположена недействующая Церковь Казанской иконы Божией Матери и Илии Пророка (1804).